# Swiatłana Aleksijewicz
Swiatłana Alaksandrauna Aleksijewicz (biał. Святлана Аляксандраўна Алексіевіч, ros. Светлана Александровна Алексиевич, Swietłana Aleksandrowna Aleksijewicz; ur. 31 maja 1948 w Stanisławowie) – białoruska pisarka i dziennikarka narodowości białorusko-ukraińskiej, tworząca w języku rosyjskim; autorka książek, filmów i sztuk teatralnych; laureatka licznych radzieckich i międzynarodowych nagród, w 2015 roku laureatka Nagrody Nobla w dziedzinie literatury. W swojej twórczości porusza tematykę II wojny światowej, radzieckiej interwencji w Afganistanie, katastrofy w Czarnobylu, samobójstw i inną. Pisarka jest krytycznie nastawiona do polityki przywódcy Białorusi Alaksandra Łukaszenki, a jej prace nie są wydawane w tym kraju.

## Życiorys

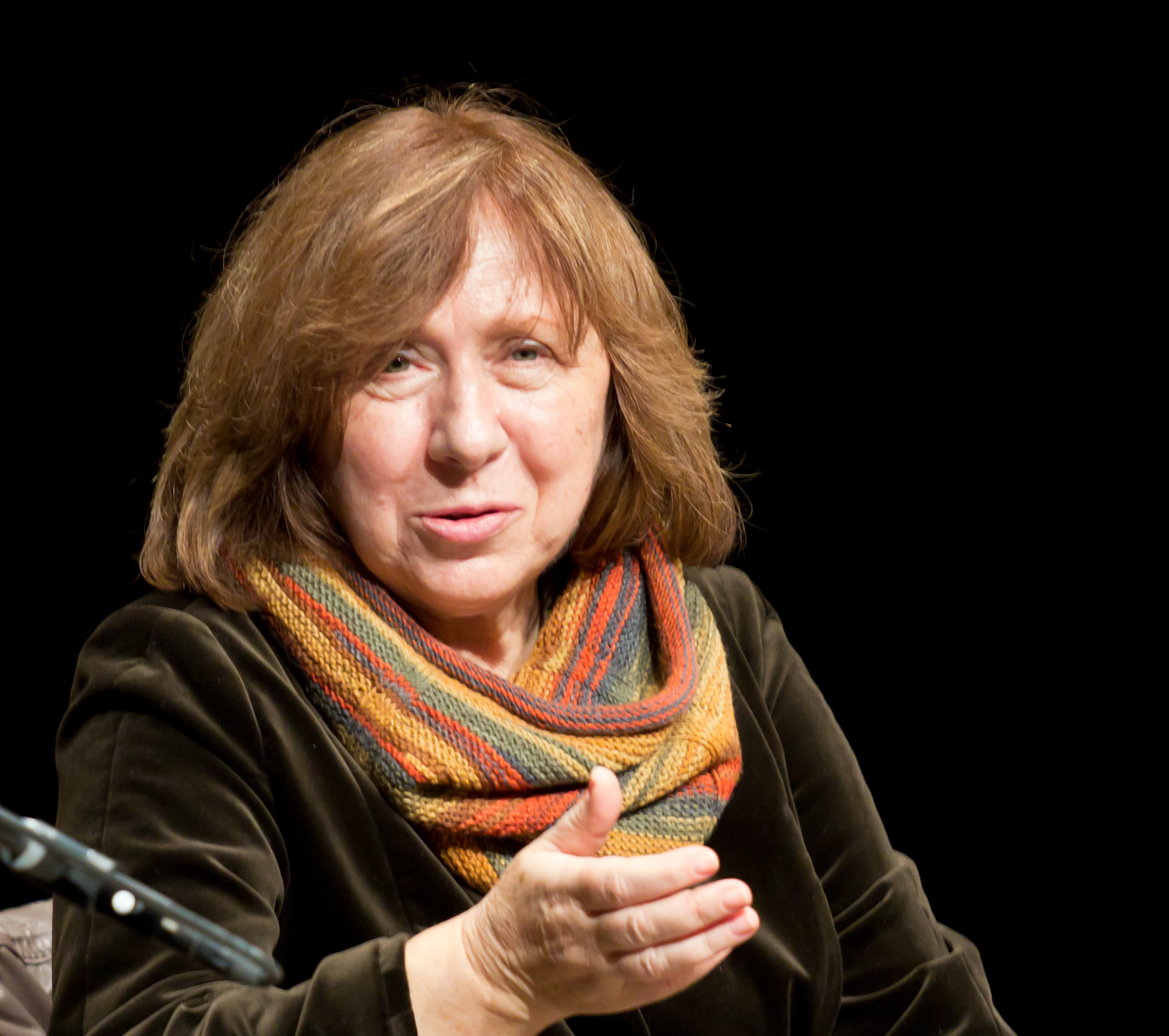
Swiatłana Aleksijewicz w 2013 roku

Urodziła się 31 maja 1948 roku w mieście Stanisławów, w obwodzie stanisławowskim Ukraińskiej SRR, ZSRR. Jest pół-Ukrainką. Jej ojciec, Białorusin pochodzący z Białoruskiej SRR, służył w Siłach Zbrojnych ZSRR. Po jego demobilizacji Aleksijewicz przeniosła się wraz z rodziną na Białoruś, gdzie wychowywała się na wsi. W 1972 roku ukończyła studia na Wydziale Dziennikarstwa Białoruskiego Uniwersytetu Państwowego im. Lenina. W 1965 roku (według innych źródeł – w latach 1965–1966 lub od 1966 roku) pracowała jako wychowawczyni w internacie i nauczycielka. W 1966 roku (według innego źródła – od tego roku) była współpracownikiem literackim rejonowej gazety „Prypiackaja Prauda” (pol. Prypecka Prawda) w Narowli. W latach 1972–1973 pełniła funkcję kierownika działu korespondencyjnego w gazecie rejonowej „Majak Kommunizma” (pol. Latarnia Komunizmu) w Berezie. W latach 1973–1976 pracowała jako korespondentka w krajowej gazecie „Sielskaja Gazieta” (pol. Gazeta Wiejska). W latach 1976–1984 pełniła funkcję kierowniczki działu rozprawek i publicystyki miesięcznika „Nioman” (pol. Niemen). Od 1984 roku zajmowała się pracą twórczą.
W 1995 roku została członkinią Rady Obserwacyjnej Białoruskiego Komitetu Helsińskiego. Od 2000 roku mieszkała we Włoszech, w Paryżu i Monachium. W marcu 2006 roku wyjechała do Szwecji. Wiele podróżuje po świecie, spotykając się z wydawcami, czytelnikami, występując z wykładami. Przez wiele lat mieszkała poza granicami Białorusi, często ją jednak odwiedzając. W 2013 roku ostatecznie powróciła do kraju i osiadła na stałe w Mińsku.
Swiatłana Aleksijewicz wychowuje córkę swojej przedwcześnie zmarłej siostry.

### Charakterystyka twórczości
W 1975 roku rozpoczęła działalność literacką jako prozaiczka-dokumentalistka. Tworzy w języku rosyjskim. Jej pierwsze publikacje ukazały się na łamach czasopisma „Maładosć” i dotyczyły wojny niemiecko-radzieckiej w czasie II wojny światowej. Zdaniem krytyków za jej literackiego ojca chrzestnego można uznać białoruskiego pisarza Alaksandra Adamowicza, twórcę nowego gatunku, który nazywał powieścią zbiorową, powieścią-oratorium, powieścią-świadectwem, ludem samym o sobie opowiadającym, prozą epicko-chóralną itd. W 1983 roku ukończyła swoją pierwszą książkę U wojny – nie żenskoje lico (wyd. pol. Wojna nie ma w sobie nic z kobiety, 2010). Utwór ten stanowił rozwinięcie wcześniejszych prac publikowanych w „Maładosci” i wywołał falę krytyki ze strony środowisk komunistycznych. Autorce zarzucano pacyfizm, naturalizm i dyskredytowanie bohaterskiego obrazu kobiety radzieckiej, co w tamtych czasach stanowiło bardzo poważne zarzuty. Z tego powodu książka nie została wydana przez kolejne dwa lata. Dopiero w okresie pieriestrojki ukazała się w druku, prawie jednocześnie w czasopismach „Oktiabr”, „Roman-Gazieta”, w wydawnictwie „Mastackaja Litaratura” i „Sowietskij Pisatiel”. Łączny nakład wyniósł 2 miliony egzemplarzy. Kolejną publikacją była ukończona w 1985 roku książka Poslednije swidietieli (pol. Ostatni świadkowie) o spojrzeniu dzieci na II wojnę światową i okupację niemiecką. Napisana w 1991 roku (według innego źródła – w 1989 roku) książka Cynkowyje malcziki (wyd. pol. Ołowiane żołnierzyki, 2007; Cynkowi chłopcy, 2015) opisywała radziecką interwencję w Afganistanie, ukazującą ją jako amoralną zarówno w stosunku do narodu afgańskiego, jak i narodów ZSRR. Książka wywołała falę negatywnych komentarzy w prasie wojskowej i komunistycznej oraz długotrwały proces sądowy, który przerwano pod naciskiem środowisk demokratycznych i zagranicznych intelektualistów. W 1993 roku powstała książka Zaczarowannyje smiertju (pol. Urzeczeni śmiercią) na temat samobójców, a w 1997 roku – Czernobylskaja molitwa (wyd. pol. Krzyk Czarnobyla, 2000; Czarnobylska modlitwa. Kronika przyszłości, 2012) o konsekwencjach katastrofy w Czarnobylu. W 1999 roku pracowała nad książką o miłości Czudnyj oleń wiecznoj ochoty (pol. Cudny jeleń wiecznego polowania). Obecnie pracuje nad drugą częścią książki Zaczarowannyje smiertju, która zawierać będzie 10 nowych historii. Część pierwsza opisywała myśli i działania bohaterów w latach 1985–1995, część druga odnosić się będzie do ostatniego dziesięciolecia. W 2013 roku wydała książkę Wremja second-hand (Koniec krasnogo czielowieka) (pol. Czasy secondhand. Koniec czerwonego człowieka, 2014).
Swiatłana Aleksijewicz od 1976 roku była członkiem Związku Dziennikarzy ZSRR, od 1983 roku – Związku Pisarzy ZSRR, od 1989 roku – białoruskiego PEN-Centrum. Jej książki ukazały się w 19 krajach świata: Bułgarii, Indiach, Japonii, Francji, Niemczech, Stanach Zjednoczonych, Szwecji, Wielkiej Brytanii, Wietnamie i innych.
Po dojściu do władzy prezydenta Białorusi Alaksandra Łukaszenki państwowe białoruskie wydawnictwa zaprzestały wydawania książek Swiatłany Aleksijewicz. Niemniej jednak nadal wydawane były za granicą, np. w Moskwie w 1998 roku.
Jej książka pt. Krzyk Czarnobyla częściowo stała się kanwą serialu filmowego „Czarnobyl” z 2019.

### Twórczość inna i wpływ na kulturę

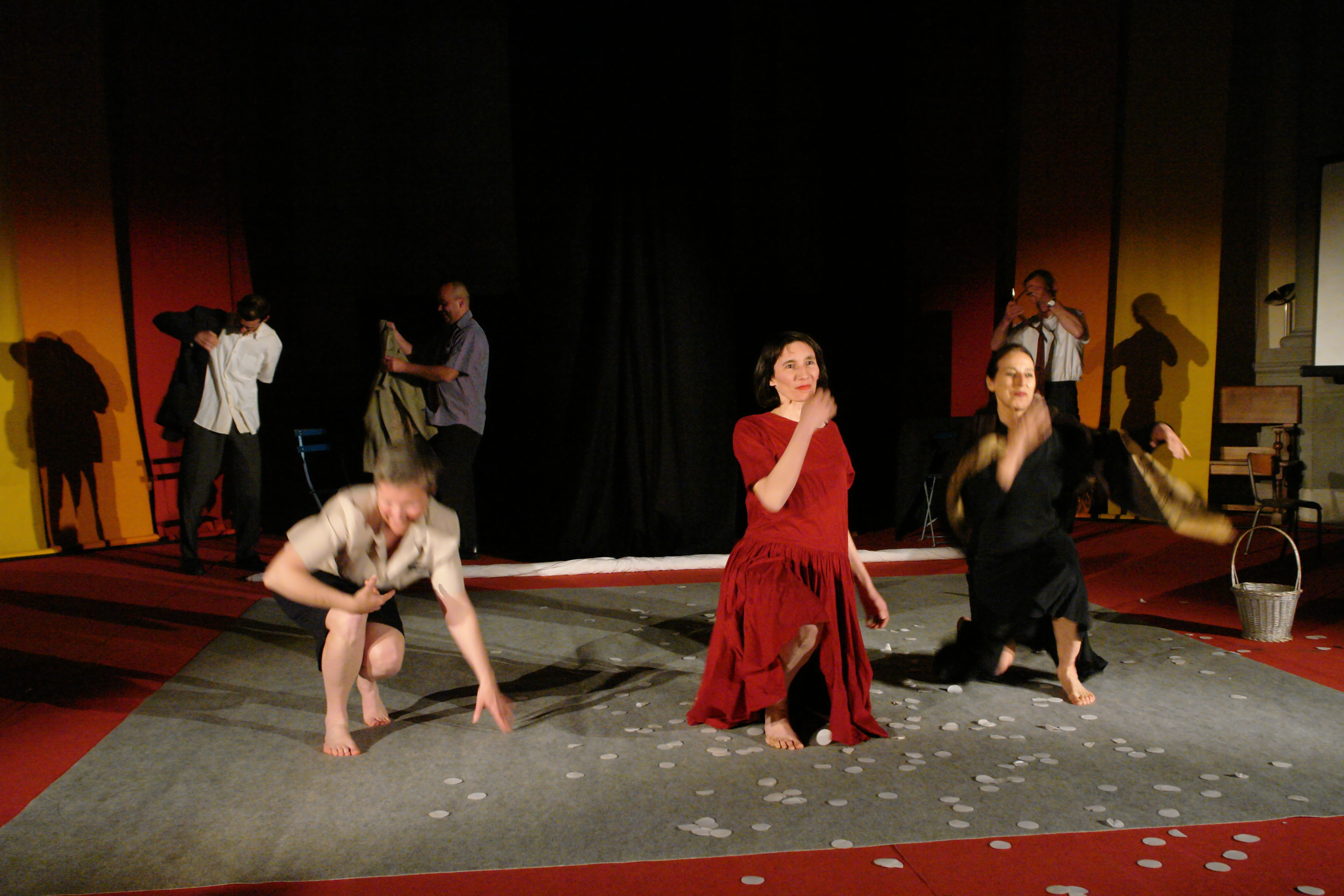
Przedstawienie na podstawie twórczości Swiatłany Aleksijewicz, Genewa, 2009

Na podstawie książek Swiatłany Aleksijewicz powstawały filmy i sztuki teatralne. Ona sama tworzyła jako dramaturg i scenarzysta, była autorką 21 filmów dokumentalnych i trzech sztuk teatralnych, m.in. sztuki Marutka (1987). Cykl filmów dokumentalnych na motywach książki Wojna nie ma w sobie nic z kobiety (1980, 1982) został w 1985 roku wyróżniony Nagrodą Państwową ZSRR i „Srebrnym Gołębiem” na Międzynarodowym Festiwalu Filmów Dokumentalnych w Lipsku.

## Tożsamość narodowa
Swiatłana Aleksijewicz w różnych sytuacjach i okolicznościach deklarowała swoją przynależność do narodów: białoruskiego, rosyjskiego lub ukraińskiego. W wielu wypowiedziach dotyczących narodu białoruskiego używała formy my, sugerującej, że uważa się za Białorusinkę. W innych okolicznościach jednak wielokrotnie mówiła my, Rosjanie. Deklaruje także, że jest pół-Ukrainką. Zdarza się jej też określić siebie mianem człowieka radzieckiego. Tworzy w języku rosyjskim i korzysta z niego na co dzień. Chociaż większość życia spędziła na Białorusi, nie posługuje się językiem białoruskim. W pierwszym wywiadzie udzielonym po przyznaniu Nagrody Nobla powiedziała, że jest człowiekiem białoruskiego świata, człowiekiem kultury rosyjskiej, bardzo mocne szczepienie kultury rosyjskiej, i człowiekiem który bardzo długo mieszkał na świecie i na pewno kosmopolitą.

## Poglądy
Swiatłana Aleksijewicz wyraża pogląd, że na Białorusi w pierwszej kolejności należy zbudować demokrację, a dopiero później myśleć o odrodzeniu białoruskiej kultury i języka. Ruchy zmierzające do odrodzenia narodowego oskarża o zbrodniczy romantyzm, z którym należy skończyć. Pisarka w ogólnych słowach deklaruje, że nie jest zwolenniczką przywódcy Białorusi Alaksandra Łukaszenki. Niektórzy biografowie twierdzą, że jest znana z konsekwentnie krytycznego stosunku do jego polityki. Jednak pisarka wielokrotnie wyrażała się pochlebnie o Łukaszence i powtarzała jego retorykę. Nazywa go jedynym realnym politykiem w białoruskiej przestrzeni, i naszym liderem; twierdzi, że to on ocalił niezależność Białorusi i zagwarantował jej gospodarczą stabilność, przedłużył socjalizm, zadbał o studentów, ludzi biednych i starych; mówi, że kraj trzyma się na nim, a w kontekście polityki Federacji Rosyjskiej interesy jego osobistej władzy są zbieżne z interesami narodu. Po referendum w 2004 roku, które znaczna część opozycji i społeczności międzynarodowej uznała za sfałszowane, Aleksijewicz zaakceptowała zwycięstwo Łukaszenki i nazwała oficjalny wynik rezultatem woli narodu. Aleksijewicz krytykuje także opozycyjne wobec Łukaszenki siły polityczne w swoim kraju, zarzucając im psychologię ofiary i oczekiwanie na pomoc ze strony najpierw Zachodu, potem Federacji Rosyjskiej, a w końcu sąsiadów: Litwy, Polski i Ukrainy. Jej zdaniem jest to wynik poczucia bezsilności. Uważa, że Białorusini powinni samodzielnie, bez zagranicznej pomocy, rozwiązywać problemy swojego kraju.
Zdaniem Swiatłany Aleksijewicz białoruska tożsamość narodowa coraz częściej reprezentowana jest przez postać białorusko-polskiego inteligenta, który zastąpił przewodniczącego kołchozu i radzieckiego kierownika z partyjnego nadania. Do takiego wniosku doprowadziło ją wysunięcie przez siły demokratyczne Alaksandra Milinkiewicza na kandydata w wyborach prezydenckich w 2006 roku. Według niej białoruska tożsamość kształtuje się w opozycji do tożsamości Związku Radzieckiego i pod wpływem kolorowych rewolucji. Jednak nie obejmuje ona całego społeczeństwa, a jedynie niektóre jego warstwy, głównie studentów i inteligencję. Aleksijewicz uważa Białorusinów za naród zapóźniony, bardzo niejednolity, w którym na wschodzie przeważają cechy rosyjskie, na zachodzie – polskie. Twierdzi przy tym, że białoruska kultura dzisiaj nie może konkurować nawet z polską. Winą za to obarcza władzę Łukaszenki, która powinna wspierać proces kształtowania się białoruskiej tożsamości, a zamiast tego kultywuje grubiańską patriarchalność. Według niej nie istnieje coś takiego jak wspólnota narodów byłego ZSRR, ponieważ stopniowo odchodzą one od tożsamości radzieckiej i powracają do swoich korzeni. Jednocześnie, chociaż dystansuje się od panslawizmu, uważa, że przed Słowianami rysuje się wspólna przyszłość. Jej zdaniem zanikają pretensje z dawnych czasów i wzajemne wypominanie krzywd, a współcześni białoruscy intelektualiści nie mają podstaw, by mówić o wrogości do Rosji.
Według Aleksijewicz najbardziej realnym strategicznym wyborem dla Białorusi jest sojusz z Federacją Rosyjską, ale jako sojusz dwóch osobnych państw. Jednocześnie zauważa, że w Rosji pozostała imperialna świadomość, która jej się nie podoba. Jej zdaniem najbliżsi sąsiedzi – Litwa, Polska i Ukraina – mogą stanowić przykład dla Białorusi. Nie jest jednak możliwa integracja Białorusi ze strukturami Europy Zachodniej na zasadach równości, ponieważ istnieje tam silna konkurencja gospodarcza, a Białoruś jest zrujnowanym krajem i nie ma żadnego atrakcyjnego towaru, dzięki któremu mogłaby w tej konkurencji z powodzeniem uczestniczyć.
Europa, według Swiatłany Aleksijewicz, to część świata, w której za najwyższą wartość uważa się ludzkie życie, w odróżnieniu od Wschodu, gdzie pierwszeństwo mają problemy państwa. Białoruś, jej zdaniem, nie jest jeszcze Europą, lecz zdeformowaną przestrzenią postradziecką z masą różnych problemów. Idee europejskie zostały zaakceptowane przez niewielką część białoruskiej inteligencji, ale nie przyswoiła ich sobie większość narodu. Uważa, że Białoruś jeszcze nawet nie zaczęła zmierzać w stronę Europy. Ponadto niewiele może jej zaoferować pod względem kultury, jedynie patriarchalność i „czarnobylską filozofię” – punkt widzenia pełen lęków o przyszłość.

## Krytyka

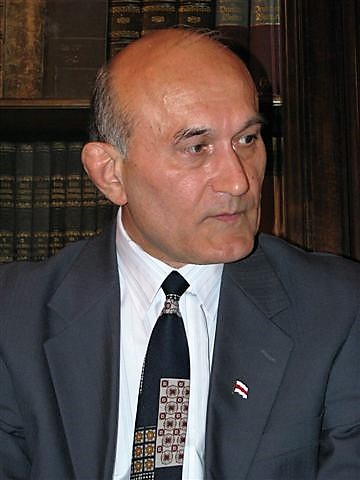
Zianon Pazniak – krytyk Swiatłany Aleksijewicz

Poglądy Swiatłany Aleksijewicz na temat budowy demokracji przed odrodzeniem narodowym spotkały się z krytyką ze strony środowisk związanych z Białoruskim Frontem Ludowym. Białoruscy działacze narodowi Alaksandra Siomucha i Zianon Pazniak wyrazili opinię, że nie jest możliwa budowa jakiejkolwiek stabilnej i trwałej demokracji bez świadomości narodowej. Ich zdaniem Białoruś jako państwo, nawet demokratyczne, nie przetrwa, jeżeli będzie zdominowane przez kulturę i świadomość rosyjską. Jego istnienie nie będzie miało ideologicznego uzasadnienia, a dominujący światopogląd rosyjski w sposób nieunikniony wypierać będzie białoruski i ciążyć ku Rosji. Wypowiedzi Aleksijewicz, w których przedkłada demokrację nad ideę narodową, Pazniak nazywa fałszem, dwulicowością i antynarodową agresją. Pazniak zwraca także uwagę, że Aleksijewicz, przeżywszy znaczną część życia na Białorusi, nie zna języka białoruskiego.
Światopogląd i postawa życiowa Swiatłany Aleksijewicz także spotkały się z ostrą krytyką ze strony Zianona Pazniaka. Zarzucił on pisarce radziecki sposób myślenia, bezideowość, lęk przed zmianami, nieuzasadniony pesymizm i białorusofobię. Pazniak krytykuje wyrażaną przez pisarkę w wielu wypowiedziach niewiarę w trwałość wyższych ludzkich wartości, bezradność, rozczarowanie wszelkimi ideami, sceptycyzm w kwestii dalszego istnienia białoruskiej państwowości. Nazywa to radzieckim poczuciem sytuacji bez wyjścia i seansem samobójczego masochizmu. Według Pazniaka Swiatłana Aleksijewicz okazuje także brak szacunku dla narodu białoruskiego, który postrzega w kategoriach radzieckich jako lud pracujący, a nie jako pełnoprawny naród, a nawet jako wieśniaków i kołchoźników o najniższych potrzebach, których tożsamość opiera się na zawiści odczuwanej w stosunku do bogatszych Rosjan.
Zdaniem Pazniaka wyrażana przez Swiatłanę Aleksijewicz dezaprobata dla Alaksandra Łukaszenki jest nieszczera. Jak zauważa, krytyka przywódcy Białorusi ze strony pisarki była łagodna i pozbawiona konkretów, przy jednoczesnym podkreślaniu jego rzekomych zasług, dobrych stron i poparcia ze strony narodu. Według Pazniaka jest to wyraz chytrości – działanie mające na celu budowę, głównie na Zachodzie, wizerunku opozycjonistki, przy jednoczesnym dążeniu do zyskania przychylności białoruskich władz.

## Kontrowersje
Dnia 12 czerwca 2016 roku, podczas spotkania z czytelnikami w bibliotece publicznej w nowojorskim Brooklynie, pisarka powiedziała, że Polacy mordowali Żydów, a nawoływać do tego mieli księża podczas mszy. Aleksijewicz dodała, że swoją wiedzę opiera na podstawie opinii polskiego dziennikarza:
"Kolaboranci, którzy działali na terenie Białorusi, oni wszyscy byli z Ukrainy. Powiem więcej, nie tylko na Litwie i Łotwie niszczono Żydów, jeszcze zanim przyszli tam Niemcy. To miało miejsce również na Ukrainie. A najgorzej odnosili się do Żydów Polacy. Bywało, że księża wprost na kazaniach mówili: 'Zabij Żyda'"
W odpowiedzi polski MSZ zamieścił oświadczenie:
"Tego rodzaju stwierdzenia nie mają pokrycia w faktach i są wybitnie niesprawiedliwe oraz krzywdzące dla Narodu Polskiego. Podczas II wojny światowej karą wymierzaną przez okupacyjne władze niemieckie dla tysięcy Polaków, w tym wielu polskich bohaterskich duchownych ratujących Żydów, była kara śmierci".
Głosy krytyki pojawiły się również ze strony ukraińskiego IPN oraz Reduty Dobrego Imienia.
Dnia 9 czerwca 2017 roku w rosyjskiej telewizji mocno opozycyjnej Dożd´ w programie „Priamaja linija” Aleksijewicz poruszając temat wojny w Donbasie poczyniła aluzję do białoruskich katolików:
„Wojna, którą zaczęła Rosja w Donbasie, na sumieniu Rosji, ponieważ taką wojnę można zacząć i na Białorusi. Dajcie tu [na Białoruś] czołgi, dajcie tu broń i katolicy będą zabijać prawosławnych czy kogo tam jeszcze. Człowiek jest dostatecznie niedoskonałą istotą i istotą bardzo polityczną” – mówiła Aleksijewicz, dodając – „ludziom można włożyć do głowy wszystko co chcecie”.
Uwaga Aleksijewicz poczyniona w rosyjskiej telewizji odbiła się na Białorusi szerokim echem. Skomentował ją już arcybiskup metropolita mińsko-mohylewski Tadeusz Kondrusiewicz: „Z całą pewnością chcę podkreślić, że nawet nie można tego sobie wyobrazić na Białorusi, gdzie historycznie kształtują się dobre międzyreligijne i międzyetniczne relacje, które są naszym narodowym skarbem i dobrym przykładem dla całego świata”. Skierował swoją wypowiedź wprost do Aleksijewicz – „Nie chcemy, by Pani słowa jako laureata narody Nobla zostały uznane za wezwanie do międzywyznaniowej konfrontacji”.
Co znamienne, w wypowiedziach wielu białoruskich publicystów niechętnych tej grupie narodowej, czy podważającej jej samoświadomość, chętnie używa się właśnie słowa „katolicy” na określanie osób polskiej narodowości.

## Główne dzieła
- Wojna nie ma w sobie nic z kobiety wydanie polskie Czarne 2010 i 2015, w tłumaczeniu Jerzego Czecha[31] (U wojny – nie żenskoje lico, wyd. biał. 1985)
- Ostatni świadkowie. Utwory solowe na głos dziecięcy wydanie polskie Czarne 2013, w tłumaczeniu Jerzego Czecha[32] (Poslednije swidietieli, wyd. biał. 1985)
- Ołowiane żołnierzyki  wyd. polskie 2007, w tłumaczeniu Leszka Wołosiuka; Cynkowi chłopcy, II wyd. polskie 2015, w tłumaczeniu Jerzego Czecha[33] (Cynkowyje malcziki, wyd. biał. 1989[1] lub 1991[2][10])
- Krzyk Czarnobyla, wyd. pol. Świat Książki 2000, w tłumaczeniu Leszka Wołosiuka; Czarnobylska modlitwa wyd. pol. Czarne 2012[34] i 2015, w tłumaczeniu Jerzego Czecha (Czernobylskaja molitwa, wyd. biał. 1997)
- Czasy secondhand. Koniec czerwonego człowieka wyd. pol. Czarne 2015, w tłumaczeniu Jerzego Czecha[15] (Wremja second-hand. Koniec krasnogo czielowieka, wyd. biał. 2013)
- Urzeczeni śmiercią wyd. pol. Świat Książki 2001, w tłumaczeniu Leszka Wołosiuka[35] (Zaczarowannyje smiertju, wyd. biał. 1993, wyd. ros. 1994)

## Nagrody i odznaczenia
- Order „Znak Honoru” (ZSRR);
- Nagroda Literacka Związku Pisarzy ZSRR im. Nikołaja Ostrowskiego (1984[13] lub 1985, Moskwa, ZSRR[36]);
- Nagroda Literacka Związku Pisarzy ZSRR im. Konstantina Fiedina (1985[13], Moskwa, ZSRR[36]);
- Nagroda Leninowskiego Komsomołu (1986[13][2], Moskwa, ZSRR[36]);
- Nagroda im. Kurta Tucholsky’ego – „za męstwo i godność w literaturze” (szwedzki PEN-Club[13], 1996, Sztokholm, Szwecja[36]);
- Nagroda Andrieja Siniawskiego „za szlachetność i nowatorstwo w literaturze” (redakcja Nowaj Gaziety[13], 1997, Moskwa[36], Federacja Rosyjska);
- „Triumf” (nagroda niepaństwowa[13], 1997, Moskwa[36], Federacja Rosyjska);
- Nagroda Fundacji Głasnost’ „Najbardziej Szczery Człowiek Roku” (1998, Moskwa, Federacja Rosyjska[36]);
- Nagroda Literacka Lipskich Targów Książki „Za Budowanie Europejskiego Porozumienia” (1998[13], Lipsk[36], Niemcy);
- Książka Polityczna (Fundacja im. Friedricha Eberta[13] – za najlepszą polityczną książkę roku (1998, Brema[36], Niemcy);
- Nagroda im. Herdera (Fundacja Alfreda Toepfera[13], 1999[36], Niemcy)[13];
- Nagroda „Świadek Świata” (Radio France Internationale, 1999, Paryż, Francja[36]);
- Nagroda Oxfam Novib/PEN za „wolność wypowiedzi” (nagroda międzynarodowa 2007)[37];
- Nagroda im. Ryszarda Kapuścińskiego za reportaż literacki (Polska, 13 maja 2011) – za książkę Wojna nie ma w sobie nic z kobiety[38];
- Literacka Nagroda Europy Środkowej „Angelus” (3 grudnia 2011) – za książkę Wojna nie ma w sobie nic z kobiety[39];
- Medal Świętej Eufrozyny Połockiej[9];
- Nagroda Médicis w kategorii esej (2013) – za książkę Czasy secondhand. Koniec czerwonego człowieka[15];
- Nagroda im. Ryszarda Kapuścińskiego za reportaż literacki (14 maja 2015) – za książkę Czasy secondhand. Koniec czerwonego człowieka[40].
- Nagroda Nobla w dziedzinie literatury (2015)[41]. Od 2002 roku zgłoszona przez Szwedzki PEN-Club do Literackiej Nagrody Nobla za cykl utworów Wojna nie ma w sobie nic z kobiety, Ołowiane żołnierzyki, Zaczarowannyje smiertju, Poslednije swidietieli i Krzyk Czarnobyla. W 2006 roku znalazła się na liście kandydatów do tej nagrody[9].
- Medal 100-lecia Białoruskiej Republiki Ludowej (2019)[42][43]
- Kawaler Legii Honorowej (Francja, 2025)[44]